# 東米薩米斯省
东米萨米斯省（英語：Misamis Oriental Province），菲律賓華人称東棉三美示省、東棉杉密省或東密三密斯省，簡稱東棉省，是菲律宾北棉兰老的省份之一，首府为卡加延-德奥罗（鄢市），南边与布基农省、东边与北阿古桑省，西边与北拉瑙省接壤，北边隔着保和海与卡米金省相望。主要经济产业为农业、林业，钢铁，金属、化工、矿产、橡胶、食品加工。